# Sirotrema
Sirotrema — рід грибів родини Tremellaceae. Назва вперше опублікована 1986 року.